# اسپای (مجله)
جاسوس (انگلیسی: Spy) یک مجله ماهیانه طنزآمیز بوده که از سال ۱۹۸۶ تا ۱۹۹۸ منتشر می‌شد. در نیویورک این مجله توسط کورت اندرسن و گریدون کارتر تأسیس شد. مجله اسپای در بخش‌های مختلف رسانه‌های آمریکایی و صنایع سرگرمی آمریکا را مورد هدف قرار داده و مورد تمسخر می‌گرفت.